# Gaspésie
Gaspésie je poloostrov, který se nachází na jižním pobřeží řeky svatého Vavřince, východně od údolí Matapédia v kanadské provincii Québec. Jižně od poloostrova se nachází zátoka Chaleur. Pevninu od řeky svatého Vavřince oddělují mořské útesy. Poloostrov se rozkládá na ploše 31 075,36 km². Nejvyšším vrcholem je Mont Jacques-Cartier (1268 m n. m.). Na poloostrově se nachází pohoří Chic-Choc, které je součástí pohoří Notre-Dame. Kolem poloostrova prochází silnice č. 132.